# Modus
Modus náhodné veličiny {\displaystyle X} (označováno jako {\displaystyle \operatorname {Mod} (X)} nebo {\displaystyle {\hat {x}}}) je hodnota, která se v daném statistickém souboru vyskytuje nejčastěji (je to hodnota znaku s největší relativní četností). Představuje jakousi typickou hodnotu sledovaného souboru a jeho určení předpokládá roztřídění souboru podle obměn znaku.

## Definice
Modus diskrétní náhodné veličiny je taková hodnota {\displaystyle {\hat {x}}}, která pro všechny hodnoty {\displaystyle x_{i}} náhodné veličiny X splňuje podmínku
{\displaystyle P[X={\hat {x}}]\geq P[X=x_{i}]}
Pro spojitou náhodnou veličinu {\displaystyle X} definujeme modus podmínkou
{\displaystyle f({\hat {x}})\geq f(x)},
kde {\displaystyle f} je hustota pravděpodobnosti náhodné veličiny {\displaystyle X}.

## Vlastnosti
Modus nemusí být rozdělením pravděpodobnosti určen jednoznačně (tzn. že se stejnou nejvyšší frekvencí se může vyskytovat více hodnot). Rozdělení pravděpodobnosti s jedním modem se nazývají jednovrcholová (unimodální), rozdělení pravděpodobnosti s dvěma vrcholy se pak nazývají dvouvrcholová (bimodální).
Mezi aritmetickým průměrem, mediánem a modem unimodálních rozdělení četností existují určité vztahy, které charakterizují tvar rozdělení četností. U zcela symetrických jednovrcholových četností platí vztah:
{\displaystyle {\bar {x}}={\tilde {x}}={\hat {x}}}
tj. aritmetický průměr, medián a modus jsou si rovny. Čím bude rozdělení četností asymetričtější, tím více se budou tyto tři střední hodnoty od sebe odlišovat.
Výhodou modu je, že ho lze snadno použít i pro nominální nebo ordinální data, kde např. aritmetický průměr použít nelze. Např. modus souboru { jablko, pomeranč, hruška, pomeranč, jablko, jablko, hruška } je jablko.